# ژاپن در المپیک تابستانی ۱۹۳۲

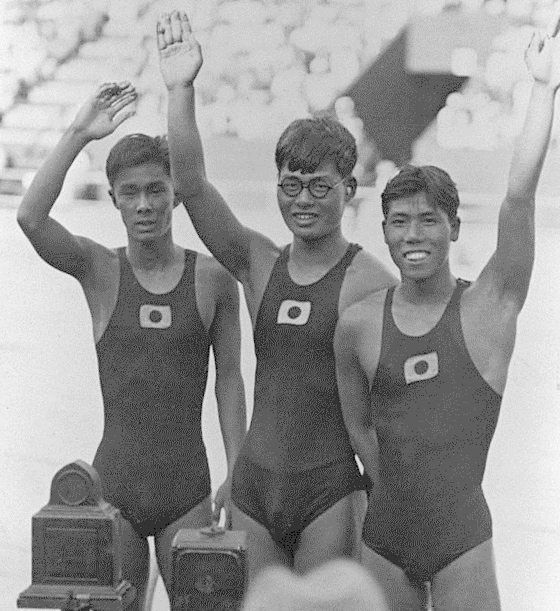
تیم شنای ژاپن در المپیک تابستانه ۱۹۳۲

ژاپن در بازی‌های المپیک تابستانی ۱۹۳۲ که در شهر لس آنجلس ایالات متحده آمریکا برگزار شد، کاروان ژاپن با ۱۳۱ ورزشکار در این رقابت‌ها شرکت کرد و موفق به کسب ۱۸ مدال (۷ طلا، ۷ نقره، ۴ برنز) شد. در جدول رتبه‌بندی توزیع مدال‌ها، ژاپن در ردهٔ ۵ مسابقات قرار گرفت.